# دانا هي
دانا هي (بالإنجليزية: Dana Hee)‏ هي لاعبة آيكيدو ‏ وممثلة أمريكية، ولد في 9 نوفمبر 1961 في باتون روج في الولايات المتحدة.

## وصلات خارجية
- دانا هي على موقع اللجنة الأولمبية الدولية (الإنجليزية)
- دانا هي على موقع أوليمبيديا (الإنجليزية)

- الموقع الرسمي
- دانا هي على موقع IMDb (الإنجليزية)
- دانا هي على موقع قاعدة بيانات الفيلم (الإنجليزية)